# La Chapelle-sous-Uchon
La Chapelle-sous-Uchon é uma comuna francesa na região administrativa de Borgonha-Franco-Condado, no departamento Saône-et-Loire. Estende-se por uma área de 16,25 km². Em 2010 a comuna tinha 195 habitantes (densidade: 12 hab./km²).